# Galleria dell'Accademia
Galleria dell'Accademia eller Galleria dell'Accademia di Firenze är ett konstmuseum i Florens i Italien. Där finns en stor samling renässansmålningar samt flera statyer av Michelangelo, bland annat David. Museet ligger intill konstskolan Accademia di Belle Arti, men är trots namnet inte samhörigt med denna. Galleria dell'Accademia grundades 1784 av Leopold II.